# 役家体制論
役家体制論（やくやたいせいろん）とは、太閤検地によって成立した近世の農村支配を役家（役屋）として認定された農民のみを本百姓として認めた体制であったとする説。

## 概要
1950年代に遠藤進之助・後藤陽一・所三男らが、安良城盛昭が唱えた太閤検地を小農民の自立を促した一種の封建革命とする見方を批判し、検地とともに役屋調査を行われていることを指摘し、中世の名主権は太閤検地以後も役家の形で引き継がれ、豊臣政権及び前期徳川政権の農村支配は役家を負担している本百姓を軸として進められたと主張した。これに対して安良城も本百姓のみが夫役を負担していた訳ではないと反論して、多くの研究者もこれを支持した。だが、本百姓の農村における位置づけに関する議論はその後も近世身分制度の研究などと絡めて展開されている。